# Leptolalax croceus
Leptolalax croceus é uma espécie de anfíbio anuro da família Megophryidae. Está presente no Vietname. A UICN classificou-a como deficiente de dados.